# San Antonio Spurs 2006-2007
La stagione 2006-07 dei San Antonio Spurs è stata la 40ª della franchigia, 31ª nella NBA.
I San Antonio Spurs arrivarono secondi nella Southwest Division della Western Conference. Nei play-off vinsero il primo turno con i Denver Nuggets (4-1), la semifinale di conference con i Phoenix Suns (4-2), la finale di conference con gli Utah Jazz (4-1), per poi vincere il titolo battendo nella finale NBA i Cleveland Cavaliers (4-0).

## Arrivi/partenze

### Draft
| Giro | Scelta | Giocatore     | Ruolo | Nazione | College                           |
| ---- | ------ | ------------- | ----- | ------- | --------------------------------- |
| 2    | 59     | Damir Markota | Ala   | Croazia | Cibona (Croazia e Lega adriatica) |

## Roster
| \| Pos. \| Num. \| Naz. \| Nome \| Altezza \| Peso \| Data nascita \| Provenienza \| \| ---- \| ---- \| ---- \| ----------------- \| ------- \| ------ \| ------------ \| ------------------------------------ \| \| G \| 17 \| \| Barry, Brent \| 201 cm \| 84 kg \| 31-12-1971 \| Oregon State \| \| A \| 15 \| \| Bonner, Matt \| 206 cm \| 109 kg \| 05-04-1980 \| Florida \| \| A \| 12 \| \| Bowen, Bruce \| 201 cm \| 84 kg \| 14-06-1971 \| Cal State Fullerton \| \| A/C \| 45 \| \| Butler, Jackie \| 208 cm \| 113 kg \| 10-03-1985 \| Coastal Christian Academy (Virginia) \| \| A/C \| 21 \| \| Duncan, Tim \| 211 cm \| 113 kg \| 25-04-1976 \| Wake Forest \| \| C \| 16 \| \| Elson, Francisco \| 213 cm \| 107 kg \| 28-02-1976 \| UC Berkeley \| \| C \| 2 \| \| Ely, Melvin \| 208 cm \| 118 kg \| 02-05-1978 \| Fresno State \| \| G/AP \| 4 \| \| Finley, Michael \| 201 cm \| 98 kg \| 06-03-1973 \| Wisconsin \| \| G \| 20 \| \| Ginóbili, Emanuel \| 198 cm \| 95 kg \| 28-07-1977 \| Viola Reggio Calabria (Italy) \| \| A \| 5 \| \| Horry, Robert \| 206 cm \| 100 kg \| 25-08-1970 \| Alabama \| \| A \| 7 \| \| Oberto, Fabricio \| 208 cm \| 111 kg \| 21-03-1975 \| Valencia Basket (Spain) \| \| G \| 9 \| \| Parker, Tony \| 188 cm \| 82 kg \| 17-05-1982 \| Paris Basket Racing (France) \| \| G \| 14 \| \| Udrih, Beno \| 191 cm \| 93 kg \| 05-07-1982 \| AX Armani Exchange Milan (Italy) \| \| G \| 11 \| \| Vaughn, Jacque \| 185 cm \| 86 kg \| 11-02-1975 \| Kansas \| \| G/AP \| 33 \| \| White, James \| 201 cm \| 91 kg \| 21-10-1982 \| Cincinnati \| \| A \| 55 \| \| Williams, Eric \| 203 cm \| 100 kg \| 17-07-1972 \| Providence \| | Allenatore - Gregg Popovich Assistente/i - Mike Budenholzer (Vice) - Brett Brown (Vice) - P.J. Carlesimo (Vice) - Chip Engelland (Vice) - Don Newman (Vice) Legenda - (C) Capitano - (FA) Free agent - (S) Sospeso - (TW) Contratto Two-way - (GL) Assegnato a squadra G League affiliata - Infortunato Roster • Transazioni · Ultima transazione: 30 giugno 2007 |                                    |                   |         |        |              |                                      |
| Pos. | Num. | Naz.                               | Nome              | Altezza | Peso   | Data nascita | Provenienza                          |
| G | 17 | Stati Uniti (bandiera)             | Barry, Brent      | 201 cm  | 84 kg  | 31-12-1971   | Oregon State                         |
| A | 15 | Stati Uniti (bandiera)             | Bonner, Matt      | 206 cm  | 109 kg | 05-04-1980   | Florida                              |
| A | 12 | Stati Uniti (bandiera)             | Bowen, Bruce      | 201 cm  | 84 kg  | 14-06-1971   | Cal State Fullerton                  |
| A/C | 45 | Stati Uniti (bandiera)             | Butler, Jackie    | 208 cm  | 113 kg | 10-03-1985   | Coastal Christian Academy (Virginia) |
| A/C | 21 | Isole Vergini Americane (bandiera) | Duncan, Tim       | 211 cm  | 113 kg | 25-04-1976   | Wake Forest                          |
| C | 16 | Paesi Bassi (bandiera)             | Elson, Francisco  | 213 cm  | 107 kg | 28-02-1976   | UC Berkeley                          |
| C | 2 | Stati Uniti (bandiera)             | Ely, Melvin       | 208 cm  | 118 kg | 02-05-1978   | Fresno State                         |
| G/AP | 4 | Stati Uniti (bandiera)             | Finley, Michael   | 201 cm  | 98 kg  | 06-03-1973   | Wisconsin                            |
| G | 20 | Argentina (bandiera)               | Ginóbili, Emanuel | 198 cm  | 95 kg  | 28-07-1977   | Viola Reggio Calabria (Italy)        |
| A | 5 | Stati Uniti (bandiera)             | Horry, Robert     | 206 cm  | 100 kg | 25-08-1970   | Alabama                              |
| A | 7 | Argentina (bandiera)               | Oberto, Fabricio  | 208 cm  | 111 kg | 21-03-1975   | Valencia Basket (Spain)              |
| G | 9 | Francia (bandiera)                 | Parker, Tony      | 188 cm  | 82 kg  | 17-05-1982   | Paris Basket Racing (France)         |
| G | 14 | Slovenia (bandiera)                | Udrih, Beno       | 191 cm  | 93 kg  | 05-07-1982   | AX Armani Exchange Milan (Italy)     |
| G | 11 | Stati Uniti (bandiera)             | Vaughn, Jacque    | 185 cm  | 86 kg  | 11-02-1975   | Kansas                               |
| G/AP | 33 | Stati Uniti (bandiera)             | White, James      | 201 cm  | 91 kg  | 21-10-1982   | Cincinnati                           |
| A | 55 | Stati Uniti (bandiera)             | Williams, Eric    | 203 cm  | 100 kg | 17-07-1972   | Providence                           |

## Regular season
Southwest Division
|  |    |                       | G  | V  | P  | %    | GB |
|  | -- | --------------------- | -- | -- | -- | ---- | -- |
|  | 1. | Dallas Mavericks (1)  | 82 | 67 | 15 | 81,7 | -  |
|  | 2. | San Antonio Spurs (3) | 82 | 58 | 24 | 70,7 | 9  |
|  | 3. | Houston Rockets (5)   | 82 | 52 | 30 | 63,4 | 15 |
|  | 4. | N.O. Hornets          | 82 | 39 | 43 | 47,6 | 28 |
|  | 5. | Memphis Grizzlies     | 82 | 22 | 60 | 26,8 | 45 |

## Premi
- Tim Duncan: Primo quintetto NBA, primo quintetto difensivo
- Bruce Bowen: Primo quintetto difensivo
- Tony Parker: Miglior giocatore delle finali